# Amt Gemmingen

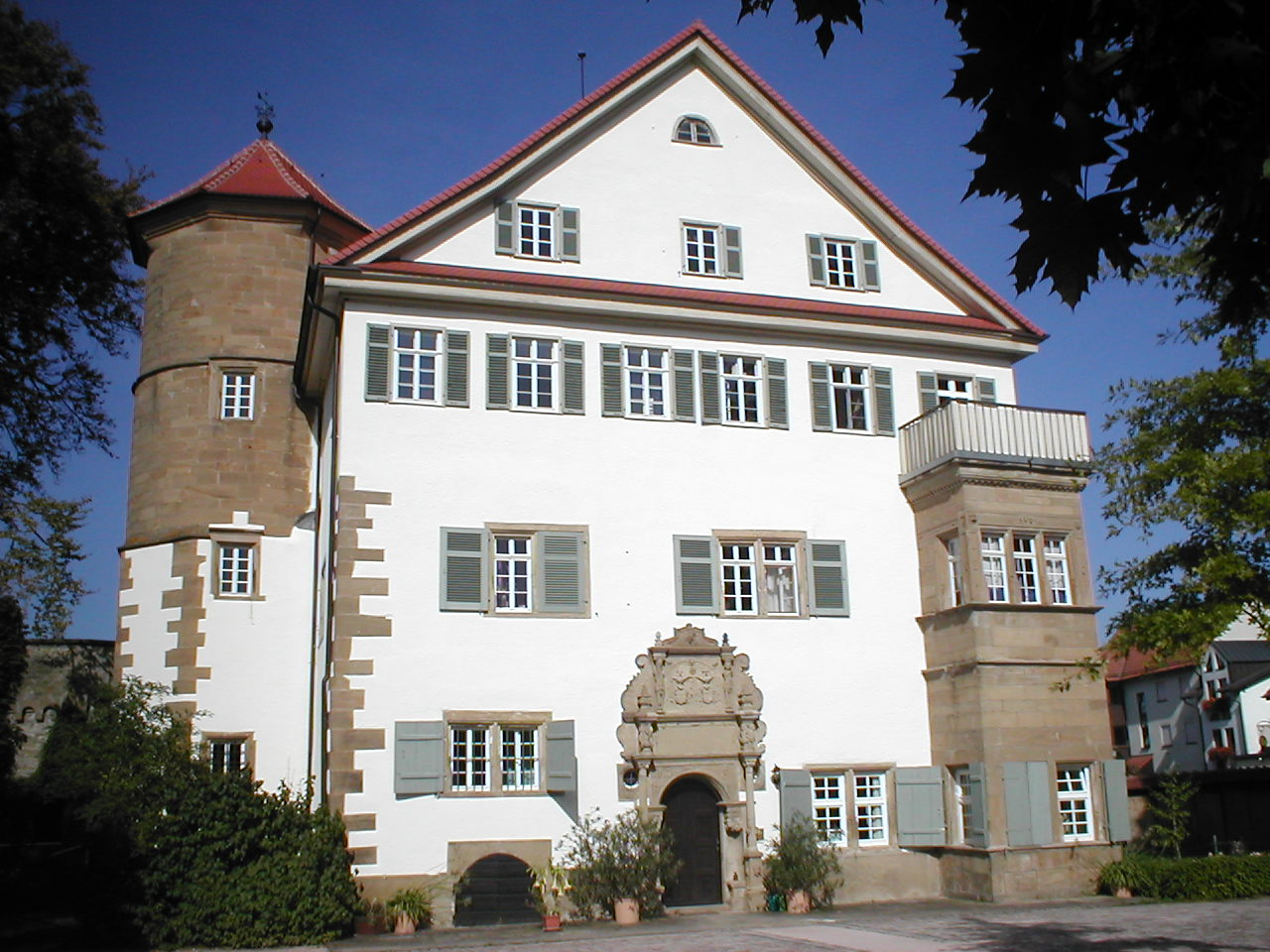
Unterschloss Gemmingen

Das Amt Gemmingen war eine während der napoleonischen Zeit von 1810 bis 1813 bestehende Verwaltungseinheit im Norden des Großherzogtums Baden.

## Geschichte
Vor Inkrafttreten der Bestimmungen des Reichsdeputationshauptschlusses 1803 hatte das im Kraichgau gelegene Gemmingen unter der Herrschaft des gleichnamigen Adelsgeschlechts gestanden. In Umsetzung der Rheinbundakte 1806 wurde die zur Reichsritterschaft zählende Familie mediatisiert, der Ort geriet unter badische Landeshoheit. Im Sommer 1807 wurde er dem Oberamt Waibstadt zugeteilt.
1810 wurde das grundherrschaftliche Amt Gemmingen gegründet. Es umfasste, neben dem Hauptort, noch Adelshofen, Berwangen, Bockschaft, Dammhof, Ittlingen, Stebbach und Streichenberg. Im Rahmen der Verwaltungsgliederung Badens zählte das Amt zum  Pfinz- und Enzkreis. Während für die allgemeine Verwaltung die Orte dem Amt Eppingen zugeteilt wurden, beschränkte sich die sachliche Zuständigkeit des Amtes Gemmingen auf die Aufsicht über die grundherrschaftlichen Ortsgerichte, zugleich fungierte es als Revisionsinstanz für diese. Da ansonsten bis zur Aufhebung der Patrimonialgerichtsbarkeit 1813 die Kreise hierfür zuständig waren, war das Amt Gemmingen in seiner Stellung einzigartig in ganz Baden.
Das Amt Gemmingen wurde 1813 aufgelöst, die Ortschaften dem Bezirksamt Eppingen zugeschlagen.

## Spätere Entwicklung
Mit der Auflösung des Bezirksamtes Eppingen kamen die Orte 1924 zum Bezirksamt Sinsheim. Aus diesem entstand 1939 der Landkreis Sinsheim. Seit der Kreisreform 1973 zählt das Gebiet des ehemaligen Amtes Gemmingen zum Landkreis Heilbronn.